# 後藤芳光
後藤 芳光（ごとう よしみつ、1963年2月15日 - ）は日本の実業家。福岡ソフトバンクホークス球団社長兼オーナー代行、ソフトバンクグループ最高財務責任者（CFO）、最高情報責任者（CISO）、最高サステナサステナビリティ責任者（CSusO）。

## 人物・経歴
神奈川県鎌倉市出身。神奈川県立湘南高等学校卒業。クラスメイトに中島淳一金融庁長官がいた。2年間の大学受験浪人を経験し、一橋大学社会学部卒業後、安田信託銀行（現在のみずほ信託銀行）入行。ブラックロック日本法人社長の有田浩之は、高校の1年後輩で大学の同期。2000年からソフトバンク財務部長。2006年から関連事業室長兼務。2012年から同社常務執行役員財務部長。2017年からソフトバンクグループ専務執行役員財務統括。「日本のローン・マーケットは調達サイドからするとグローバルに見ても非常に有利なマーケット」とし、2012年にはスプリント・ネクステル社買収のために借り入れた1兆6000億円のつなぎ融資のうち大半を、低金利が続く銀行を利用した協調融資に切り替えることを明らかにした。
この間2000年からソフトバンク・テクノロジー監査役、2001年からアットワーク取締役、2003年からソフトバンク・ファイナンス監査役、2004年からBBモバイル監査役及びソラ・ホールディングス・ジャパン株式会社代表取締役、2006年からボーダフォン日本法人取締役、2007年からソフトバンクモバイル取締役、2009年からソフトバンク・ペイメント・サービス株式会社取締役、2010年からWireless City Planning株式会社監査役及びウィルコム監査役なども兼務。2013年10月23日から、同月21日に死去した笠井和彦に代わり、福岡ソフトバンクホークス株式会社代表取締役社長兼オーナー代行、福岡ソフトバンクホークスマーケティング株式会社代表取締役会長兼社長に就任。2018年ソフトバンクグループ株式会社専務執行役員CFO財務統括兼事業統括兼管理統括。

## 著作
- 「財務に聞け 増加に転じたフリーキャッシュフロー ボーダフォン買収費、5年前倒しで返済も」時事通信社編『金融財政』(9970) 2009.1.81（時事通信社）
- 「Frequent Accounting Questions 後藤芳光財務部長 ソフトバンクの財務思考」『企業会計』65(7):2013.7（中央経済社）
- 「CFO Letter 「攻めの財務」のすすめ」財務会計基準機構編『会計基準』(42):2013.9（第一法規）